# Neoerysiphe rubiae
Neoerysiphe rubiae är en svampart som beskrevs av Bahç., U. Braun & Kabakt. 2006. Neoerysiphe rubiae ingår i släktet Neoerysiphe och familjen Erysiphaceae.   Inga underarter finns listade i Catalogue of Life.